# Споменик кнегињи Милици у Јагодини
Споменик кнегињи Милици, жени кнеза Лазара Хребељановића подигнут је 2007. године у Јагодини. Споменик се налази у парку између зграда Полицијске и Градске управе.
Бронзана скулптура је рад вајара Мирољуба Стаменковића, са постољем постављена је на мермерном постаменту. Седећа фигура висока је два метра, изграђена је по лику фреске из манастира Љубостиња.
Јагодина обележава Дан града по разрешници коју је кнегиње Милице издала дубровачком трговцу Живулину Станишићу 1399. године и први пут у писаним документима поменула име Јагодина, када се град први пут спомиње у једном писаном документу, а и главна улица у граду носи њено име. 